# Pseudoderopeltis saussurei
Pseudoderopeltis saussurei är en kackerlacksart som beskrevs av Adelung 1903. Pseudoderopeltis saussurei ingår i släktet Pseudoderopeltis och familjen storkackerlackor.
Artens utbredningsområde är Etiopien. Inga underarter finns listade i Catalogue of Life.